# Suurselkä
Suurselkä är en del av en sjö i Finland. Den är del av sjön Pielisjärvi och ligger i landskapet Norra Karelen, i den östra delen av landet, 400 km nordost om huvudstaden Helsingfors. Suurselkä ligger 91 meter över havet.